# Chiesa e convento di San Girolamo in Campansi
La chiesa e il convento di San Girolamo in Campansi si trovano a Siena in via Campansi.

## Storia e descrizione
Il complesso già francescano di fondazione quattrocentesca conserva ancora il rimaneggiato chiostro rinascimentale e la chiesa ad aula rettangolare, ristrutturata a partire dal 1683 e terminata con ogni probabilità il secolo successivo con la facciata settecentesca. Il convento fu ingrandita nel 1898 al fine di ospitare una casa di riposo ancora presente.
L'ex convento ha quale facciata quella della chiesa: dal portico in basso si accede infatti direttamente ad essa ma anche al chiostro. La parte superiore della facciata, tripartita da lesene, presenta due finestre laterali, un orologio al centro, ed un timpano di coronamento. L'interno è diviso in quattro campate, con le volte decorate da affreschi settecenteschi (Gloria di san Pietro d'Alcantara, della Vergine, di san Francesco e di Cristo) attribuiti a Giulio Bolognese e Michelangelo e Niccolò Ricciolini. Sull'altare maggiore è la copia della Comunione di san Girolamo del Domenichino (Roma, Pinacoteca Vaticana) e sui lati tele di Pietro Locatelli (San Francesco con Cristo e la Vergine, Martirio di san Giovanni Evangelista). 
Notevoli affreschi restano nei locali della casa di cura, tra i quali una Madonna col Bambino, sant'Anna, santa Maria Maddalena e sant'Orsola del Beccafumi, della metà del quarto decennio del Cinquecento, un notevole Cristo e la Samaritana di Bartolomeo Neroni, in cui l'intonazione e i riferimenti classicheggianti si sposano ad una evidenza quasi scultorea delle figure e dei panneggio. Negli ambienti interni sono anche opere di Pietro di Domenico, Matteo Balducci e Bernardino Fungai.
Sempre a Siena esiste anche la chiesa e convento di San Girolamo di via San Girolamo.